# Helpe Mineure
La Helpe Mineure è un fiume francese, affluente alla riva destra della Sambre (quindi subaffluente della Mosa).
Ha la sua sorgente nel comune francese di Ohain e dopo un percorso di 51 chilometri confluisce nella Sambre a Locquignol.

## Geografia
La Helpe Mineure nasce a Ohain a sud della foresta di Trélon, nel bosco comunale di Ohain a 273 metri d'altitudine.
Essa passa a Fourmies, a Rocquigny nel'Aisne, poi a Étrœungt, Boulogne-sur-Helpe e confluisce alla riva destra nella Sambre a Locquignol, a 132 metri d'altitudine. La sua pendenza media è del 2.1‰.

### Corso del fiume
Nei due dipartimenti dell'Aisne e del Nord, l'Helpe Mineure attraversa i dodici comuni seguenti (di cui undici nel Nord e uno solo, Rocquigny, nell'Aisne), da monte verso valle, di Ohain (sorgente), Trélon, Fourmies, Wignehies, Rocquigny, Étrœungt, Boulogne-sur-Helpe, Cartignies, Petit-Fayt, Grand-Fayt, Maroilles, Locquignol (confluenza).

## Affluenti
La Helpe Mineure ha trentasei affluenti ufficiali tra i quali:
- il torrente le laudrissart (rd),
- il torrente del Chevireuil e quello della Chaudière, entrambi alla riva sinistra.

## Idrologia
La Helpe Mineure è un fiume abbondante, come la maggior parte degli affluenti della Sambre che nascono nella regione dell'Avesnois, prolungamento occidentale dell'Entre-Sambre-et-Meuse vallone, che presenta le stesse caratteristiche.